# Goliath (lehký nosič nálože)

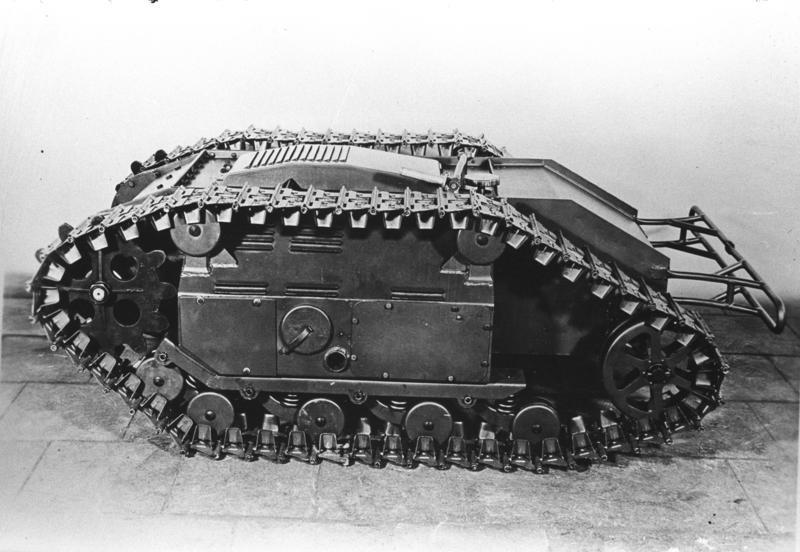
Goliath SdKfz. 303, dálkově ovládaný lehký nosič nálože

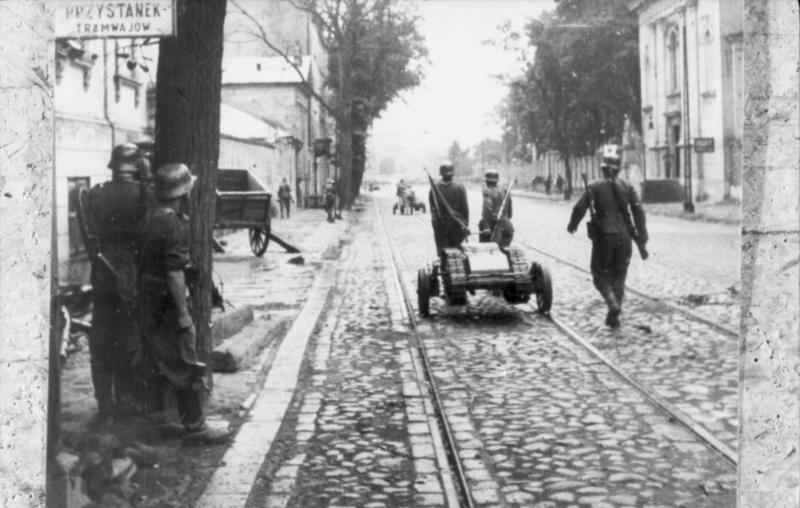
Ruční přeprava Goliatha na vozíku (Varšava 1944)

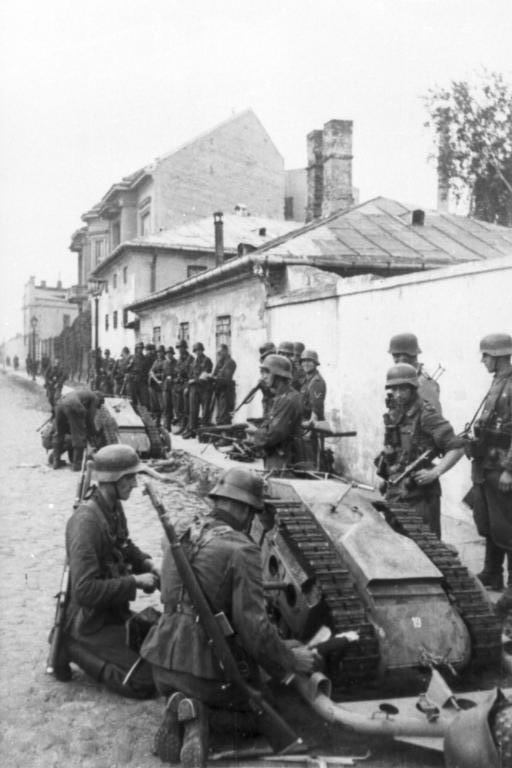
SdKfz. 303, němečtí vojáci manipulují s Goliathem na přepravním vozíku

Goliath – lehký nosič nálože, sebedestrukční minitank (německy Leichter Ladungsträger – Goliath), Spojenci nazývaný (anglicky „beetle tank“) „tank-brouk“ byl malý, dálkově ovládaný pásový transportér zkonstruovaný za druhé světové války. Transportér byl zkonstruován německým Wehrmachtem podle francouzského vzoru, který nacistické Německo ukořistilo. V bojovém provedení byl minitank určen k dopravě nálože k cíli a k jejímu dálkovému odpálení. V ženijním provedení byl používán k vytvoření průchodu minovým polem. V období 2. světové války byly stroje nasazeny na východní i západní frontě Za války bylo vyrobeno přes 7500 kusů těchto nosičů, které svým vzhledem připomínaly malý tank ale bez bojové věže. Dálkové ovládání, vůbec prvně použité u takového druhu bojové techniky, umožňovalo na vzdálenost přibližně 1000 m navedení transportéru s výbušninou na požadované místo a následné dálkové odpálení.

## Taktika

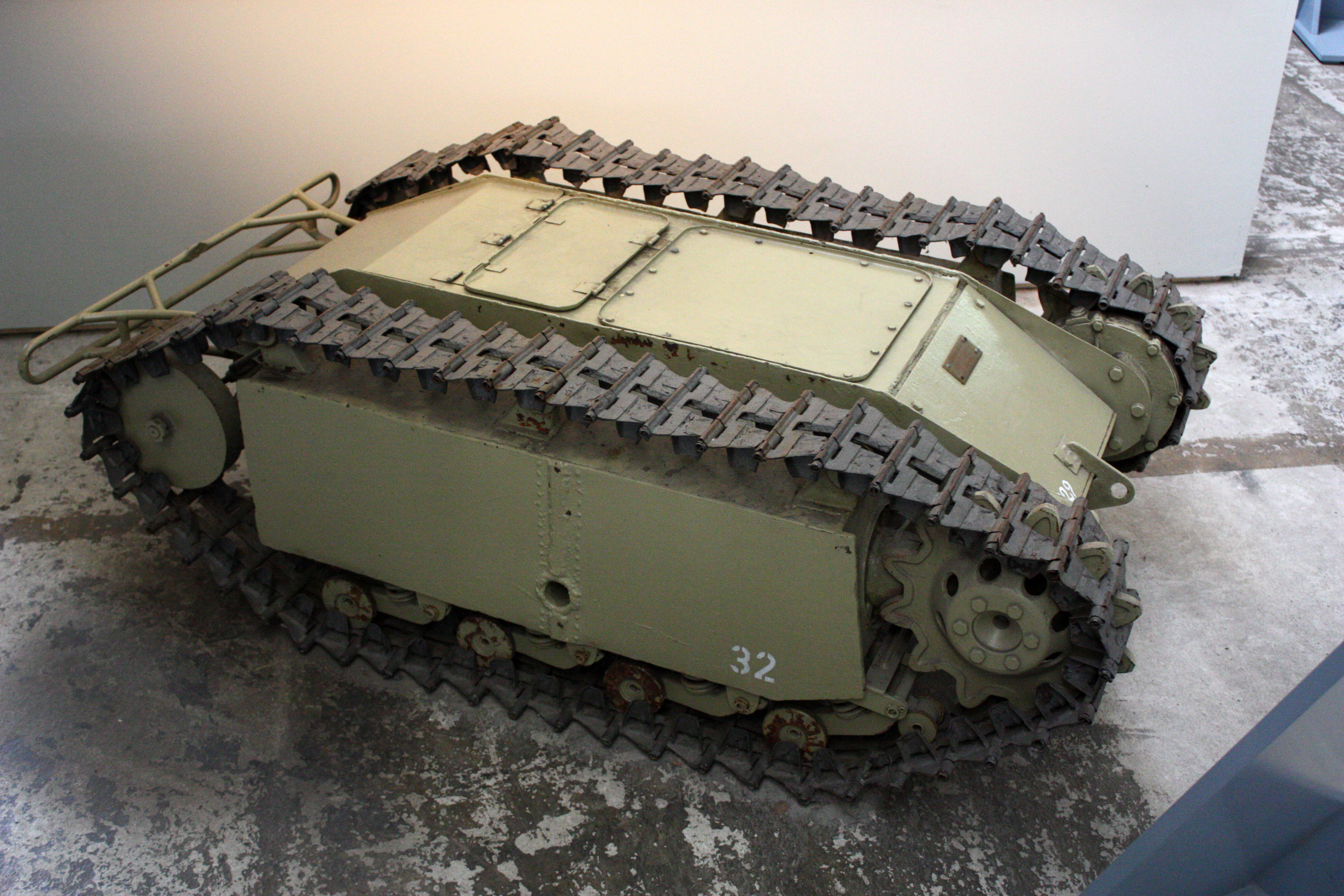
SdKfz. 302, exponát v Deutsches Panzermuseum Munster

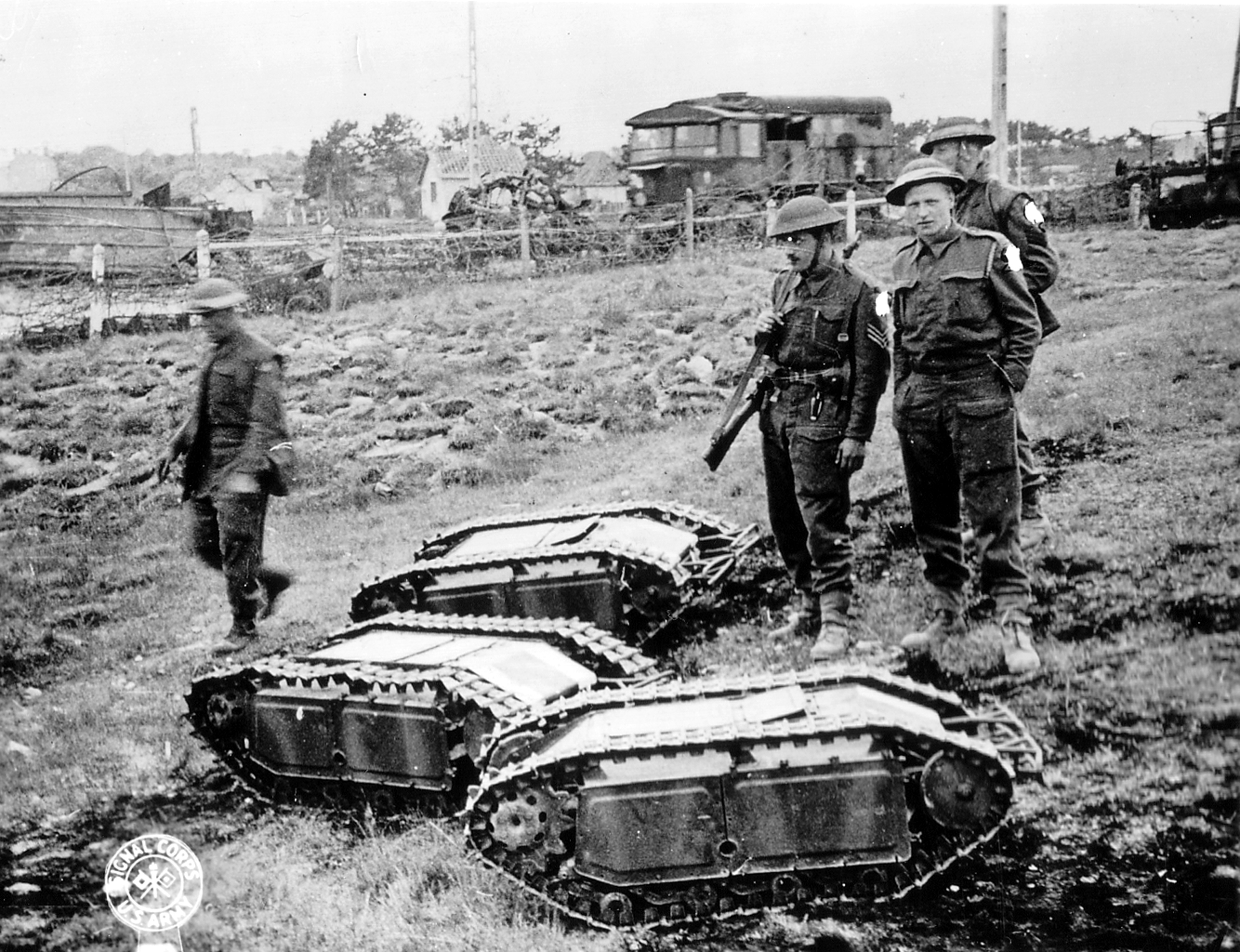
SdKfz. 302, Goliathy ukořistěné spojenci v Normandii

Goliath se svými malými rozměry a nízkou hmotností 370–430 kg (podle provedení) se snadno přepravoval na místo nasazení. Na větší vzdálenosti byl tažen jako přívěs na lehkém dvoukolovém vozíku za tažným vozidlem. Na místo operačního nasazení jej obsluha dopravovala ručně na vozíku. Na místě byl z vozíku uvolněn a připraven k činnosti. Obsluha Goliatha včetně obsluhy tažného vozidla čítala 4−5 mužů – vojáků. Z hlediska bojové taktiky byl Goliath první pozemní pancéřované vozidlo, které bylo dálkově ovládané kabelem a určené k demolici cíle.
Obsluha ovládala Goliatha pomocí dálkového ovladače, propojeného s Goliathem elektrickým kabelem. Toto řešení umožňovalo obsluze z bezpečné vzdálenosti, například ze zákopu nebo z bunkru navést Goliatha k požadovanému cíli a dálkově odpálit destrukční nálož. Cílem útoku Goliatha mohlo být nepřátelské bojové vozidlo (tank), bunkr nebo obecně budova včetně jejího interiéru, kulometné hnízdo, ženijní konstrukce (most), dopravní cesta (železnice), rozražení útoku pěchoty nebo demonstrace a jiné objekty podléhající poškození nebo destrukci vlivem detonace nebo exploze. Goliatha bylo možno využít i k vytvoření průchodu minovým polem. V takovém případě nebyl Goliath vybaven náloží určenou k odpálení, ale svojí vlastní hmotností a pohybem aktivoval roznětky min a přivedl je k výbuchu. I v tomto případě byla obsluha při použití dálkového ovládání dostatečně vzdálena od místa výbuchu.
Zbraň, která se při splnění taktického úkolu sama zničí, se označuje jako sebedestrukční.

## Historie

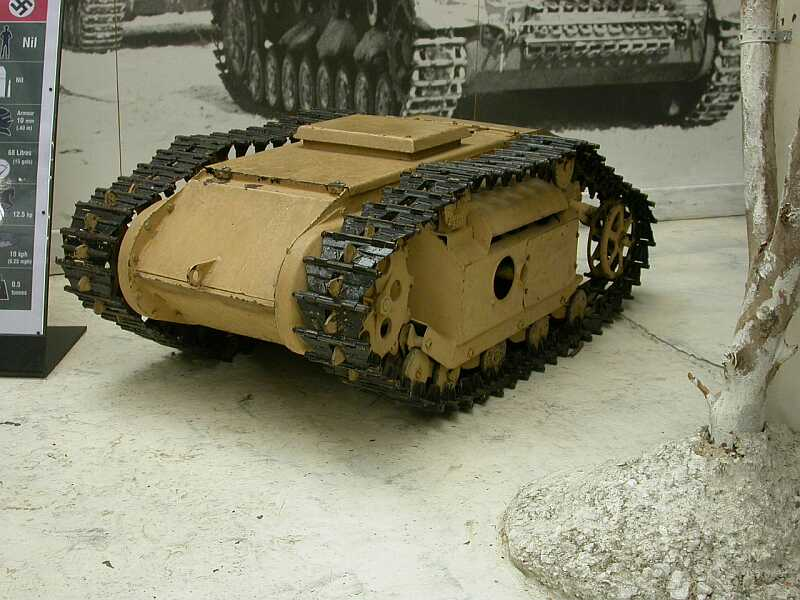
SdKfz. 303, exponát v Tank Museum Bovington

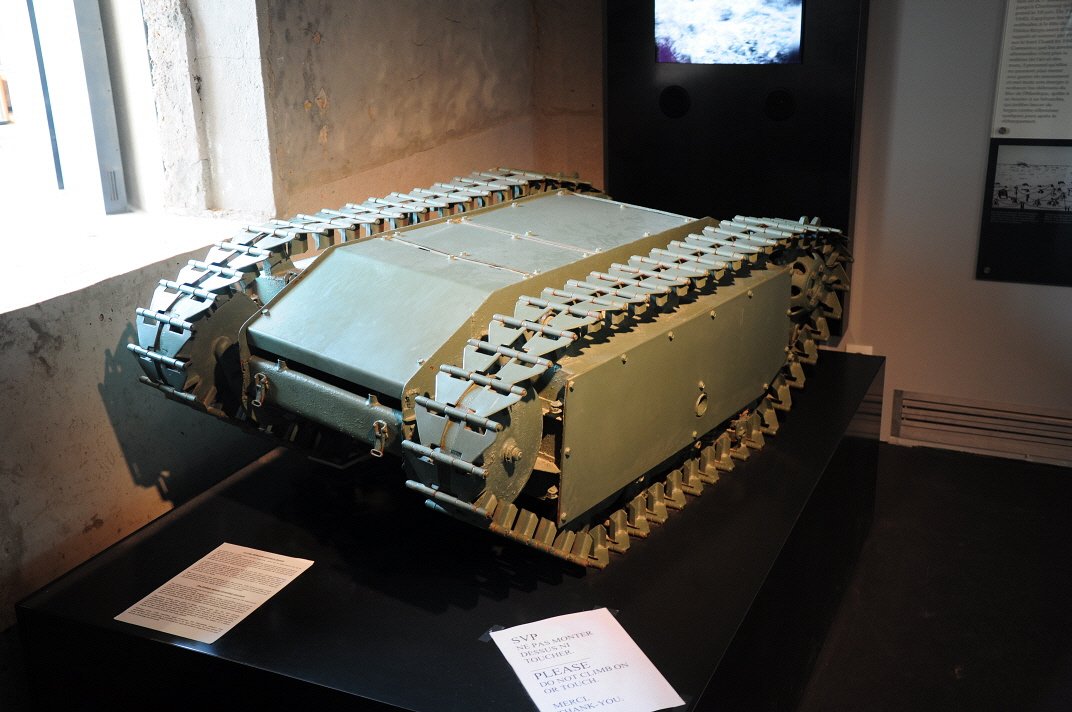
SdKfz. 302, replika v muzeu dne D na Utah Beach

Vývoj Goliatha započal koncem roku 1940, kdy se Wehrmacht rozhodl nahradit větší a těžkopádné „Borgwardy“ s podobným účelem. Inovací měl být malý a lehký nosič nálože s dálkovým ovládáním, schopný přepravit minimálně 50 kg nálože,. Konstrukčním vzorem byl prototyp navržený francouzským konstruktérem Adolphem Kégressem, který několik měsíců poté při přepadu Francie Němci ukořistili.
Projekt této zbraně neměl žádnou prioritu, a tak první verze nesla označení SdKfz. 302 (Sonderkraftfahrzeug, "speciální vozidlo"). První jednotka, která Goliatha testovala, byla 3. mittlere Panzer Kompanie/Panzer Abteilung 300 (F.L.) a bojové nasazení se prvně uskutečnilo na Krymu u Sevastopolu, v červnu 1942 Stroje vyrobila automobilová společnost Carl FW Borgward v německých Brémách. První řada SdKfz. 302 (Gerät 67) měla elektrický pohon realizovaný dvěma elektromotory napájenými z baterie, které si Goliath vezl s sebou. Goliath v této verzi mohl vézt pouze 60 kg nálože. Nevýhodou této verze byly nejen poměrně vysoké výrobní náklady, malý akční rádius, hmotnost baterií ale i jeho nízká rychlost ve spojení se slabou ochranou proti palným zbraním nepřítele, což jej činilo snadno zranitelným.
Další verze s označením SdKfz. 303a (Gerät 671) byla uvedena do bojového nasazení již na podzim roku 1942. Oproti verzi 302 byla tato verze Goliatha vybavena spolehlivým dvouválcovým benzínovým, původně motocyklovým dvoutaktním motorem SZ7 Zündapp. Tento pohon již poskytoval vyšší výkon, byl lehčí než elektromotory s bateriemi, a tak se podařilo zvýšit rychlost. Goliath v tomto provedení mohl vézt 75 kg (165 liber) nálože a měl na čelní straně zesílené pancéřování pro zvýšení odolnosti proti zbraním nepřítele. Konstruktéři u této inovované verze experimentovali i s rádiovým dálkovým ovládáním nebo přenosem televizního signálu pro monitorování bojové situace. Pro špatnou efektivitu nebyly tyto koncepce realizovány.
Po dvou letech, v listopadu roku 1944 byl Goliath ještě jednou technicky upraven a pod označením SdKfz. 303b (Gerät 672) mohl nést nálož o hmotnosti až 100 kg (220 liber).
Dochované exempláře jsou v United States Army Ordnance Museum v USA, v Bovington Tank Museum ve Velké Británii, v Muzeu polského vojska, ve Vojenskohistorickém muzeu tankových zbraní a techniky v Kubince v Rusku a v Deutsches Panzermuseum v Německu. Repliky Goliathů je možno zhlédnout i v Normandii (Francie) v museích Dne D.

## Nasazení

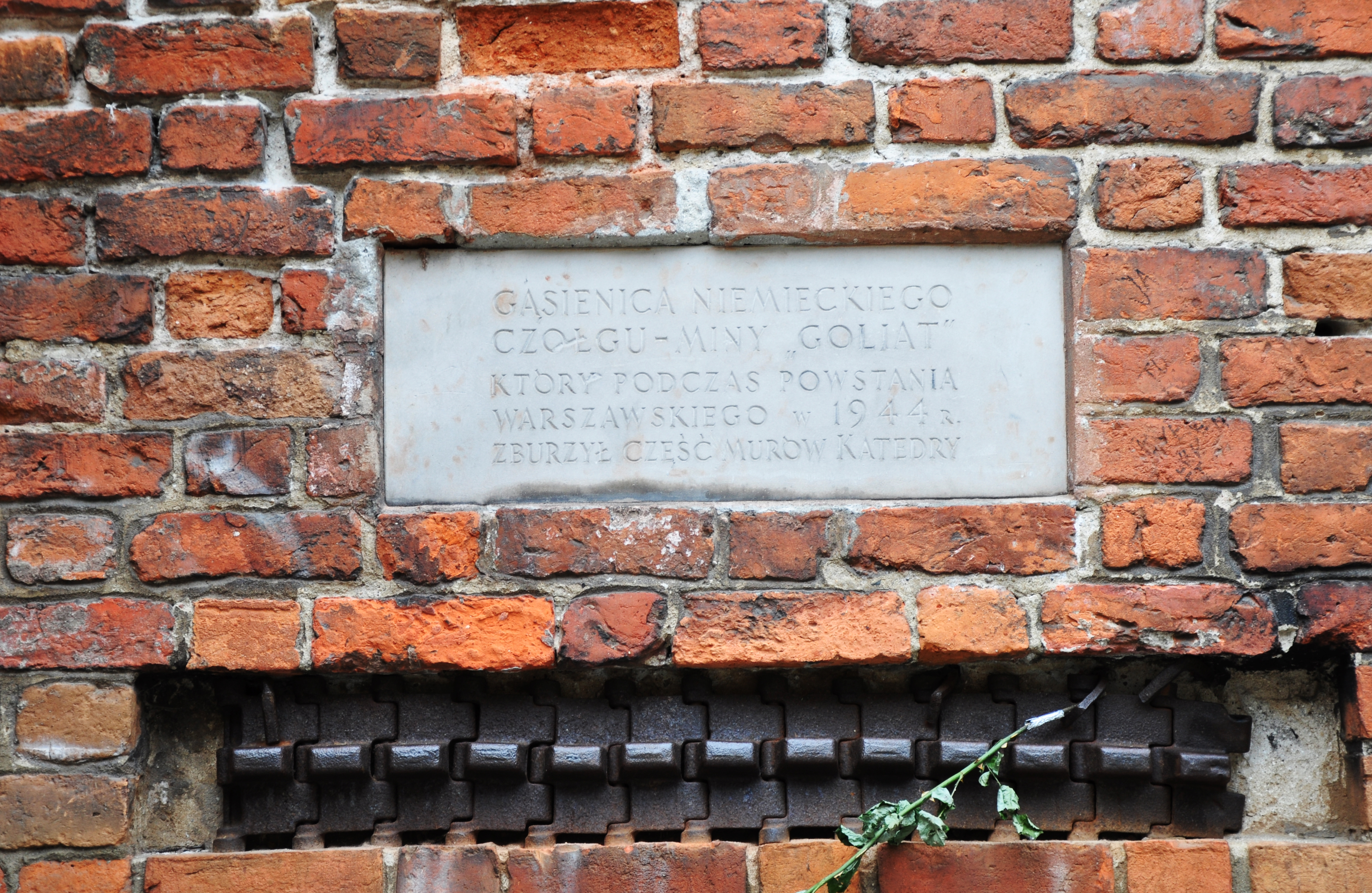
Část pásu Goliatha, zazděná do zdí katedrály svatého Jana Křtitele ve Varšavě, v níž byl Goliath během povstání v roce 1944 nasazen

První bojové nasazení Goliatha proběhlo na Krymu při dobývání Sevastopolu v červnu 1942, kdy byl jimi vyzbrojen 300. ženijní oddíl (Panzer Abteilung 300). Dalšími jednotkami vybavenými Goliathy byla v listopadu 1942 tanková ženijní rota (Panzerpionierkompanie) 811, v prosinci téhož roku ještě roty 812, 813 a 814. Podle plánu měla mít každá 162 Goliathů (a 22 obrněných transportérů SdKfz 251 v ženijní verzi). Nasazen byl v bitvě v Kurském oblouku při operaci Citadela, kdy byl používán k vytvoření průchodů minovými poli. Použit byl i při potlačení Varšavského povstání v roce 1944, v Normandii při vylodění spojenců, v Ardenách a dalších případech.
I když se od bojového nasazení očekával úspěch, použití Goliatha se neobešlo bez komplikací a do bojů byl nasazován minimálně. Potíže nastávaly v členitém terénu, kde se ovládací kabel zachytával o větve a kameny, takže potom došlo k jeho přetržení. Goliath neměl ani dostatek výkonu k překonávání některých překážek, nevýhodou byla i malá světlá výška. Na písečném podkladu se mohl „zahrabat až po břicho“ a tak se znehybnil, takže se stal snadným terčem nepřátelské střelby. K znehybnění taktéž docházelo, když dělostřelecká palba přerušila ovládací kabel. I při Varšavském povstání se polští bojovníci zaměřovali na ovládací kabel a jeho přeříznutím stroje Goliath zneškodňovali.

## Konstrukce

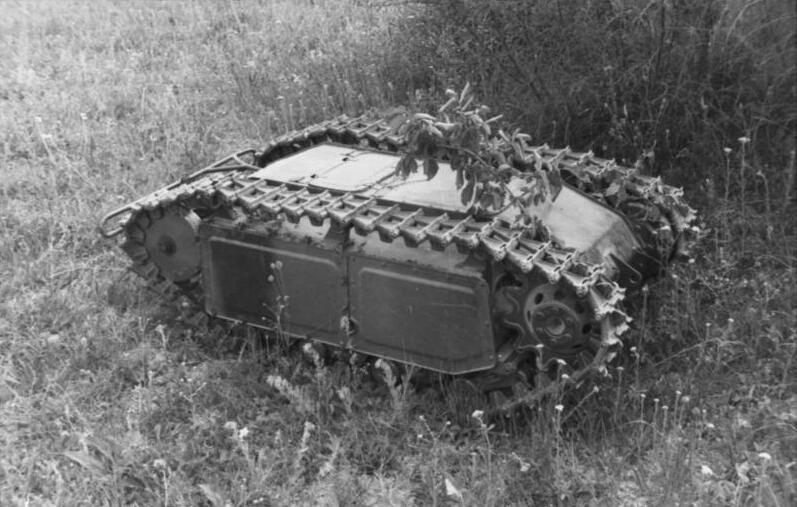
SdKfz. 302, „elektrický“ Goliath (1942)

Prototyp Goliatha se od první sériové verze SdKfz. 302 lišil tím, že měl mimo hnací rozety a napínacího kola čtyři větší plná pojezdová kola, která byla u sériově vyráběné verze nahrazena malými.
Všechny tři výrobní verze Goliathů s upraveným pojezdem vycházely ze stejného konstrukčního základu, ale mezi verzemi 302 a 303 byl konstrukční rozdíl, vyplývající z odlišného pohonu.

### SdKfz. 302
Plně elektrická verze 302 měla dva samostatné elektromotory umístěné vně rámu (18, viz obrázek) mezi pojezdovou a vratnou stranou pásu, každý elektromotor byl určen pro jeden pás. Elektromotory přenášely kroutící moment přes převodovky na přední hnací kola – rozety (5). Ve vnitřním prostoru rámu byla umístěna velká baterie zaujímající prostor (11-14 pozdější verze), který byl u další verze využit pro palivovou nádrž, motor, chlazení a spojky. Odpružení bylo řešeno kyvnými rameny s listovými pružinami.

### SdKfz. 303

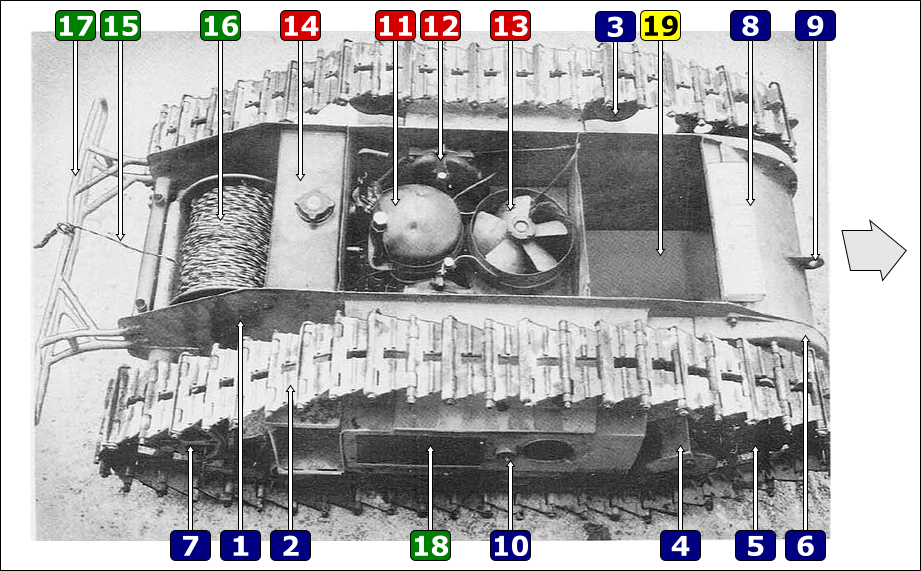
SdKfz. 303, konstrukce Goliatha s odkazy na jednotlivé konstrukční skupiny

#### Pojezd
Obě verze 303 vycházely z verze 302 a skládaly se z rámu (1), tvořeného bočnicemi, vanou, a horním krytem (není zobrazen). Kryt verze 303 se od verze 302 lišil nízkou nástavbou kryjící otvor pro sání a cirkulaci vzduchu chlazení motoru. Oba pojezdové pásy (2), levý a pravý, každý se 48 články, byly v horní části na každé straně vedeny přes tři vratné kladky (3). Hmotnost Goliatha spočívala na malých odpružených pojezdových kolech (4). Hnací síla se přenášela na pásy přes rozety (5), poháněné řetězovými převody od motorové části, umístěné pod kryty (6). V přední části (8) byl rám pancéřován pro zvýšení odolnosti proti střelám a bylo zde umístěno manipulační oko (9). Na vnějších krytech mezi pásy byly otvory pro čepy (10), určené k zajištění při přepravě na vozíku. Odpružení bylo opět řešeno kyvnými rameny s vinutými pružinami.

#### Pohon
Spalovací motor (11) byl umístěn ve střední části rámu a byl společný pro oba pojezdové pásy. Kroutící moment motoru byl přes dvě spojky (12) a převody rozváděn k rozetám pro pohon pásů. Motor byl vybaven nuceným chlazením, které zajišťoval ventilátor (13), umístěný před motorem. Palivová nádrž (14) s horním plnicím otvorem byla umístěna za motorem. V horní části rámu byla umístěna nízká nástavba pro přívod vzduchu (není zobrazena).

#### Ovládání
Všechny verze Goliathu byly ovládány dálkově pomocí ovládacího kabelu (15), který se volně odvíjel z cívky (16) umístěné na zádi. Pomocí elektrických signálů obsluha ovládala spojky pásů a odpalovala nálož. Zadní rám (17) zajišťoval pokládku kabelu na terén tak, aby se nedostal do kontaktu s pojezdovými pásy při zatáčení. Elektrická energie pro ovládání byla čerpána z baterií, které byly menší než u verze 302, a byly umístěny ve schránkách (18) vně rámu mezi pojezdovou a vratnou stranou pásu. K ovládání sloužil ovladač s pákovými ovladači (joystick) připojený k řídícímu kabelu (není zobrazen).

#### Prostor nálože
Pro nálož byl určen prostor (19) v přední části Goliatha od čelní strany až k motorovému prostoru.

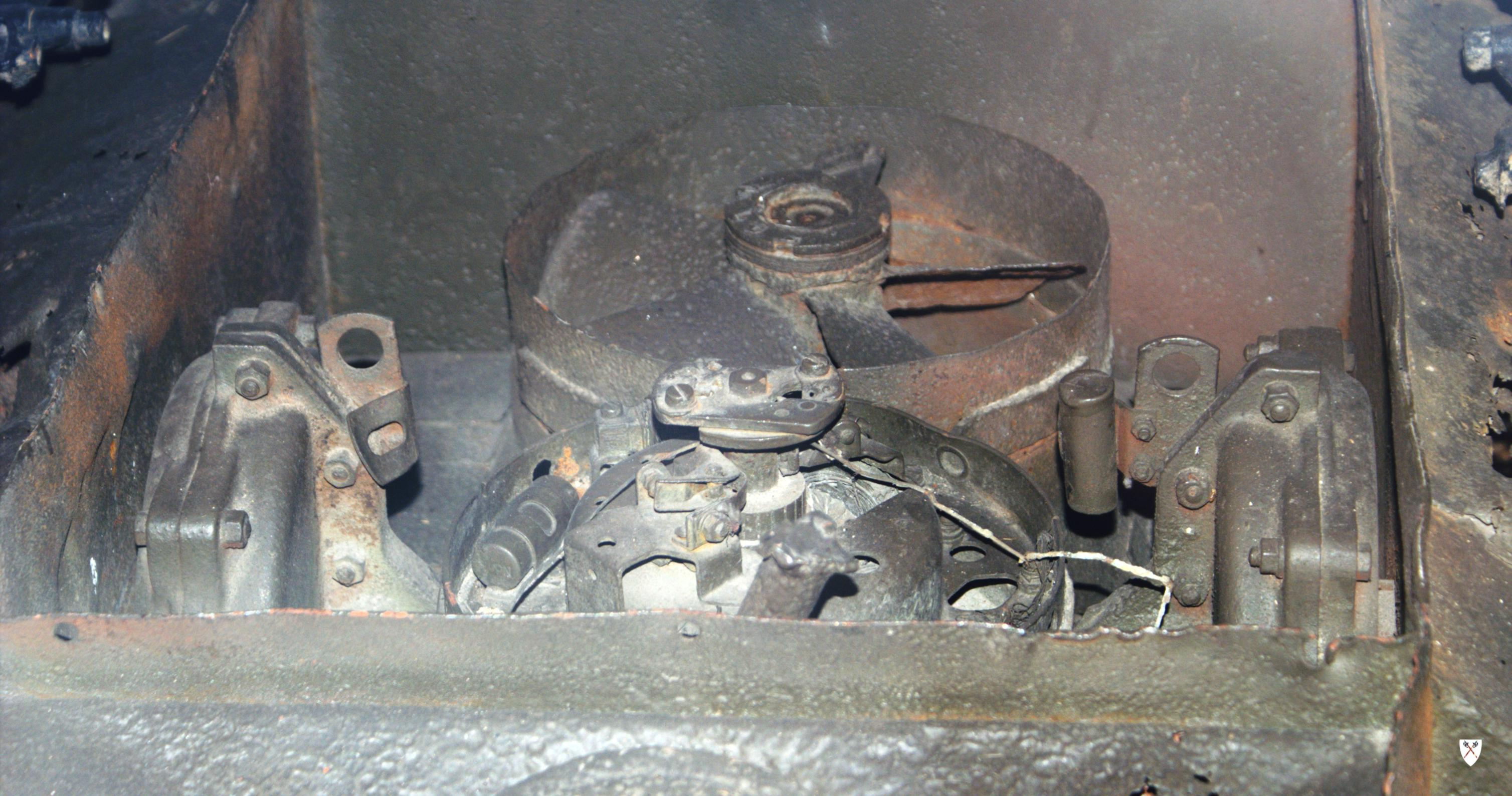
Motorový prostor: ventilátor chladiče, motor, levá a pravá spojka.
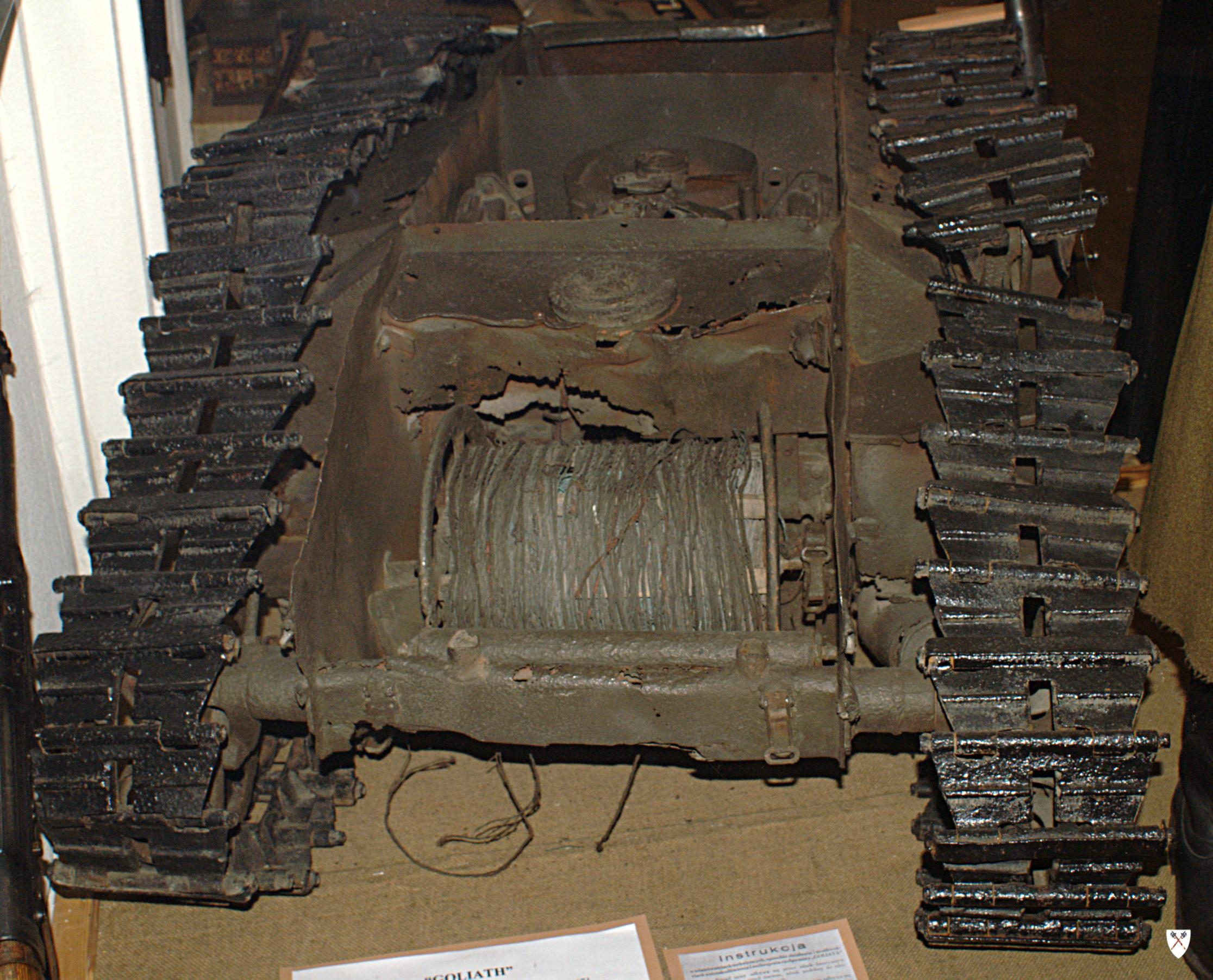
Zadní část: nádrž, cívka ovládacího kabelu, zadní pásová kola.
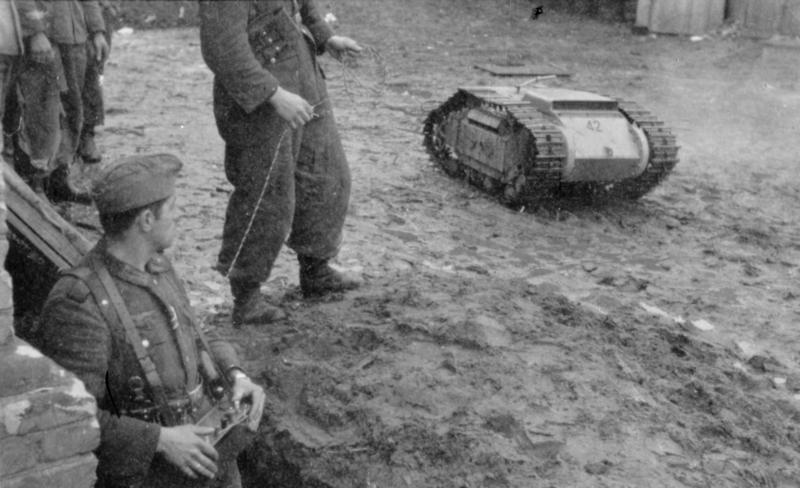
Dálkové ovládání: voják (vlevo dole) ovládá Goliatha pomocí joysticku, voják uprostřed přidržuje ovládací kabel.

## Technicko-taktická data
| parametr                | parametr | E-Goliath                      | E-Goliath                      | V-Goliath                      | V-Goliath                      | ref.                           |
| parametr                | parametr | prototyp                       | SdKfz. 302                     | SdKfz. 303a                    | SdKfz. 303b                    | ref.                           |
| parametr                | parametr |                                | Gerät 67                       | Gerät 671                      | Gerät 672                      | ref.                           |
| ----------------------- | -------- | ------------------------------ | ------------------------------ | ------------------------------ | ------------------------------ | ------------------------------ |
| délka                   | [cm]     | 160                            | 150                            | 162                            | 163                            | [ 7 ] [ 16 ]                   |
| šířka                   | [cm]     | 66                             | 85                             | 84                             | 91                             | [ 7 ] [ 16 ]                   |
| výška                   | [cm]     | 61                             | 65                             | 60                             | 62                             | [ 7 ] [ 16 ]                   |
| světlá výška            | [cm]     | ×                              | 11,4                           | 16                             | 16,8                           | [ 4 ] [ 3 ] [ 17 ]             |
| pojezdová délka pásu    | [cm]     | ×                              | 73                             | ×                              | ×                              | [ 17 ]                         |
| překonání příkopu šířky | [cm]     | ×                              | 60                             | 85                             | 100                            | [ 17 ]                         |
| brodění                 | [cm]     | ×                              | ×                              | ×                              | 22                             | [ 17 ]                         |
| šířka pásu              | [cm]     | ×                              | 16                             | 16                             | 16                             | [ 14 ]                         |
| počet článků pásu       | [1]      | ×                              | 48                             | 48                             | 48                             | [ 14 ] [ 5 ]                   |
| hmotnost                | [kg]     | 362                            | 370                            | 365                            | 430                            | [ 7 ] [ 16 ]                   |
| nálož                   | [kg]     | 91                             | 60                             | 75                             | 100                            | [ 7 ] [ 16 ]                   |
| pohon                   |          | 2x elektromotor                | 2x elektromotor                | 1x spalovací motor             | 1x spalovací motor             | [ 7 ] [ 16 ]                   |
| typ                     |          | Bosch MM/RQL 2500/24 RL2       | Bosch MM/RQL 2500/24 RL2       | SZ7 Zündapp 703 ccm            | SZ7 Zündapp 703 ccm            | [ 7 ] [ 16 ] [ 14 ]            |
| výkon                   |          | 2,5 kW                         | 2,5 kW                         | 12,5 k / 4500 ot/min           | 12,5 k / 4500 ot/min           | [ 7 ] [ 14 ]                   |
| energie                 |          | 2 baterie                      | 2 baterie                      | benzín                         | benzín                         | [ 7 ] [ 16 ]                   |
| kapacita/objem          |          | ×                              | ×                              | 6 l                            | 6 l                            | [ 7 ] [ 16 ]                   |
| rychlost                | [km/h]   | ×                              | 8,0 – 10,0                     | 10,0 – 11,0                    | 11,5                           | [ 7 ] [ 16 ]                   |
| dojezd na silnici       | [km]     | ×                              | 1,5                            | 12,0                           | 12,0                           | [ 7 ] [ 16 ]                   |
| dojezd v terénu         | [km]     | ×                              | 0,8                            | 7,0                            | 6,0 – 8,0                      | [ 7 ] [ 16 ]                   |
| ocelový plášť           | [mm]     | ×                              | 5-6                            | 10                             | 10                             | [ 7 ] [ 16 ]                   |
| dálkové ovládání        |          | elektrické, napájení z baterií | elektrické, napájení z baterií | elektrické, napájení z baterií | elektrické, napájení z baterií | [ 7 ] [ 16 ]                   |
| délka ovl. kabelu       | [m]      | ×                              | 400 – 650 – 2000 ××            | 400 – 650 – 2000 ××            | 400 – 650 – 2000 ××            | [ 1 ] [ 2 ] [ 3 ] [ 7 ] [ 16 ] |

Vysvětlivky: × údaj nedostupný, ×× údaje se liší

## Výrobní data
| Údaj                       | Údaj    | E-Goliath       | E-Goliath  | V-Goliath                    | V-Goliath                    | ref.         |
| Údaj                       | Údaj    | prototyp        | SdKfz. 302 | SdKfz. 303a                  | SdKfz. 303b                  | ref.         |
| Údaj                       | Údaj    |                 | Gerät 67   | Gerät 671                    | Gerät 672                    | ref.         |
| -------------------------- | ------- | --------------- | ---------- | ---------------------------- | ---------------------------- | ------------ |
| Výrobce                    | Výrobce | Borgward        | Borgward   | Borgward, Zündapp & Zachertz | Borgward, Zündapp & Zachertz | [ 4 ]        |
| Cena                       | RM]     | ×               | ~3 000     | ~1 000                       | ~1 000                       | [ 17 ]       |
| Datum výroby               | od      | -               | duben 1942 | duben 1943                   | listopad 1944                | [ 7 ] [ 16 ] |
| Datum výroby               | do      | duben 1942      | leden 1944 | září 1944                    | 1945                         | [ 7 ] [ 16 ] |
| Vyrobených kusů v roce     | 1942    | 15              | 835        | -                            | -                            | [ 7 ] [ 16 ] |
| Vyrobených kusů v roce     | 1943    | -               | 1 731      | 2 112                        | -                            | [ 7 ] [ 16 ] |
| Vyrobených kusů v roce     | 1944    | -               | 69         | 2 492                        | 202                          | [ 7 ] [ 16 ] |
| Vyrobených kusů v roce     | 1945    | -               | -          | -                            | 123                          | [ 7 ] [ 16 ] |
| Vyrobených kusů            | typ     | 15              | 2 635      | 4 604                        | 325                          | [ pozn. 1 ]  |
| Vyrobených kusů            | pohon   | 2 650           | 2 650      | 4 929                        | 4 929                        | [ 7 ] [ 16 ] |
| Vyrobených kusů            | celkem  | 15              | 7 564      | 7 564                        | 7 564                        | [ 4 ]        |
| Zbylých kusů po kapitulaci | 1945    | údaj nedostupný | 2 527      | 2 527                        | 2 527                        | [ 14 ]       |